# Unifiram
Unifiram (DM-232) es un fármaco ampakina que actúa como un modulador alostérico positivo del receptor AMPA, que ha mostrado tener efectos nootrópicos en animales. Una serie de compuestos relacionados son conocidos, siendo uno de ellos el sunifiram (DM-235). Este fármaco tiene dos enantiómeros, con (R)-(+)-unifiram actuando como isómero más activo.